# بطولة العالم لسباقات فورمولا 1 موسم 2000
بطولة العالم لسباقات فورمولا 1 موسم 2000 عقدت في سنة 2000 م، وفاز بها مايكل شوماخر (بالإنجليزية: Michael Schumacher)‏ من فريق فيراري (بالإنجليزية: Ferrari)‏ بسيارته الفيراري. مايكل شوماخر الذي بدأ السباق في الخط رقم 9 حصل على أفضل توقيت في الجولة 2 من السباق في أسرع لفة له. هذا السائق في المجموع حصد 108 نقطة.

## الوصلات الخارجية
- الموقع الرسمي للفورمولا 1